# Confrontos entre Coritiba e Vasco da Gama no futebol
Confrontos entre Coritiba e Vasco da Gama no futebol são as partidas disputadas entre Coritiba Foot Ball Club e Club de Regatas Vasco da Gama, dois clubes do futebol brasileiro de estados diferentes, Paraná e Rio de Janeiro respectivamente.

## História
O histórico do confronto Vasco–Coritiba remonta ao ano de 1948, quando ocorreu a primeira partida entre as equipes. Em 1º de fevereiro, os cariocas do Expresso da Vitória golearam o Coritiba em amistoso realizado na Vila Capanema.
No Campeonato Brasileiro Série A, a vantagem é vascaína. Em 46 jogos (incluindo a Taça de Prata de 1969), o Vasco da Gama venceu 20, o Coritiba venceu 13 e houve ainda 13 empates.
As equipes já se encontraram um vez em playoffs do Campeonato Brasileiro. Em 1979, Coritiba e Vasco se enfrentaram na semifinal do Campeonato Brasileiro, e o Clube da Colina se classificou após dois jogos eletrizantes, chegando até a final e garantindo a vaga na Copa Libertadores de 1980.
Na primeira partida, empate por 1–1 com gols de Katinha e Luís Freire, no Couto Pereira lotado para mais de 50 mil pessoas. Já no jogo de volta, no Maracanã, triunfo cruzmatino por 2–1 com gols de Gardel, Paulinho Massariol e Roberto Dinamite.
Pelo Campeonato Brasileiro da Série B, aconteceram apenas duas partidas. Neste quesito, também há vantagem do Vasco, com uma vitória cruzmatina e um empate.
Já pela Copa do Brasil, os únicos dois confrontos ocorreram na final da Copa do Brasil em 2011. Com uma vitória para cada lado, o Vasco da Gama se sagrou campeão pelos gols marcados fora de casa.

## Confrontos eliminatórios

### Em competições da CBF
- O Vasco da Gama foi campeão sobre o Coritiba da Copa do Brasil de 2011.
- O Vasco da Gama eliminou o Coritiba nas semifinais do Campeonato Brasileiro de 1979.